# 石田波郷
石田 波郷（いしだ はきょう、1913年（大正2年）3月18日 - 1969年（昭和44年）11月21日）は、愛媛県出身の日本の俳人。本名は哲大（てつお）。水原秋桜子に師事、『馬酔木』に拠ったのち、『鶴』を創刊・主宰。初期の青春性のあふれる叙情句から始まり、自己の生活を見つめる、人間性に深く根ざした作風を追求。加藤楸邨、中村草田男らとともに「人間探求派」と呼ばれた。昭和の第二次世界大戦前に流行した新興俳句運動を批判し、韻文精神の尊重を説き、切れ字を重視。戦中には結核を発病し、戦後は病と対峙する自身の生活を題材とする境涯俳句を詠み続けた。

## 経歴
愛媛県温泉郡垣生村大字西垣生に、父惣五郎、母ユウの次男として生まれる。四男四女の第13子で、家業は自作と小作を兼ねる農家だった。垣生尋常高等小学校卒業ののち、1925年4月、県立松山中学校（現・松山東高校）に入学。4年生の時、同級の中富正三（後の俳優・大友柳太朗）に勧められ俳句を始める。俳号は「山眠」「二良」とつけた。5年のとき、同級生と「木耳（きくらげ）会」という句会を起こす。また同校の教諭であった渋柿派の俳人堀田北田に指導を受けたり、村上霽月主宰の今出（いまづ）吟社に出入りしたりするなどした。
1930年3月、松山中学校を卒業。自宅で農業を手伝いながら、4月、隣村の五十崎古郷を訪ね指導を受ける。この際、古郷から「波郷」の号を与えられた。古郷は『ホトトギス』に投句していた人物であったが、ちょうどこのころ刊行されたばかりの水原秋桜子『葛飾』に感銘を受け、師弟ともども『馬酔木』門となる。波郷は『馬酔木』同年9月号にて初入選。1932年2月号にて「秋の暮業火となりて秬は燃ゆ」他4句により初巻頭を収め、これを契機として上京。秋桜子の下で句作に専心し、10月頃より『馬酔木』事務を手伝う。1933年4月に『馬酔木』で自選同人制が敷かれた際には最年少で同人に推されており、のちに高屋窓秋、石橋竹桜子（石橋辰之助）とともに『馬酔木』の三羽烏と呼ばれるようになった。
1934年4月、明治大学専門部文科に入学（第3期生）。翌月より、編集長高屋窓秋の下で『馬酔木』編集に携わる。1935年9月、石塚友二の引き合わせで横光利一と昵懇となる。11月、第1句集『石田波郷句集』を刊行。1936年3月、大学を中退し、久保田万太郎を慕って句作に専念する。同年9月、馬酔木新人会『馬』創刊に同人参加、1937年5月より同選者。9月、『馬』と『樹氷林』を合併し、句誌『鶴』を創刊して主宰となる。1938年6月、仮寓していた石塚友二宅から目黒区の駒場会館アパートに転居。1939年8月、「厳しい意味で第一句集と敢へて言えなくもない」（後書）とする句集『鶴の眼』を上梓。この頃『俳句研究』座談会に加藤楸邨、中村草田男らと出席、彼らとともに「難解派」「人間探求派」と呼ばれるようになる。
太平洋戦争開戦後の1942年3月、縁談で吉田安嬉子（石田あき子）と会い、6月に結婚。また同月に『馬酔木』同人と編集を辞退。1943年5月、長男修大（のぶお。のち日本経済新聞社の論説委員を経て流通経済大学法学部教授）誕生。6月、埼玉県浦和市本太（もとぶと）後原の岳父の貸家に転居。9月に召集を受け、千葉県の佐倉に駐屯していた陸軍連隊に入隊。10月初旬、華北へ渡り、山東省臨邑に駐留する。波郷応召後は休刊まで石塚友二が『鶴』選者を担当した。1944年3月、左湿性胸膜炎を発病、陸軍病院を転々とし、1945年1月に博多に帰還、同年3月に安嬉子と修大を伴い北埼玉の樋遣川村に疎開する。6月に兵役免除となるが、病気が再び悪化、以後は死没まで手術と入退院を繰り返しながら俳人としての仕事をこなす日々を送る。
1946年1月、妻子を伴って上京。江戸川区葛西にある義兄の吉田勲司（本名：吉田登一）宅に仮寓。3月には、江戸川区の西隣である江東区北砂町に転居した。同月に長女温子（はるこ）が誕生。以後12年間を北砂町で暮らし、江東区が2000年、同地に石田波郷記念館を開設した。
また戦時休刊していた『鶴』を復刊する。9月、綜合雑誌『現代俳句』を創刊、編集に当たる。また西東三鬼らと協力し現代俳句協会設立に尽力した。1948年2月、『馬酔木』同人に復帰。1950年8月からは編集も担当し、1957年1月に藤田湘子へ譲るまで続けた。1955年、『定本石田波郷全句集』にて第6回読売文学賞受賞。1958年3月、東京都練馬区谷原町の新築の家に移る。1969年4月、『酒中花』により第19回芸術選奨文部大臣賞受賞。11月21日、東京都清瀬市の国立療養所東京病院（現・国立病院機構東京病院）において心臓衰弱のため死去。戒名は風鶴院波郷居士。墓碑銘は「石田波郷」（自筆）。没後に妻あき子によって遺句集『酒中花以後』が編まれた。

## 作品
代表的な句に、以下の作品がある。
- バスを待ち大路の春をうたがはず（『鶴の眼』）
- 吹きおこる秋風鶴をあゆましむ（『鶴の眼』）
- 初蝶や吾が三十の袖袂（『風切』）
- 霜柱俳句は切字響きけり（『風切』）
- 雁やのこるものみな美しき（『病鴈』）
- 霜の墓抱起されしとき見たり（『惜命』）
- 雪はしづかにゆたかにはやし屍室（かばねしつ）（『惜命』）
- 泉への道遅れゆく安けさよ（『春嵐』）
- 今生は病む生なりき烏頭（とりかぶと）（『酒中花以後』）

『鶴の眼』（1939年）の初期には「馬酔木」の誌風に涵養され、青春性を湛えた叙情的な句を詠んだが、のちに「放縦なる市井彷徨」「青春の自負と不安の時代」と自ら呼ぶ時期（1937年～1939年頃）を経て、人間性に深く根ざした俳句を追求。「俳句は文学ではないのだ。俳句はなまの生活である」と語り、自身の生活を見つめた、私小説的とも言われる境涯性の俳句を確立していった。
昭和初期に『馬酔木』周辺で起こった新興俳句運動に対しては、その季の軽視や切れ字の忌避などによる散文化に対して批判的な立場を取り、これらの傾向に対して「新しい俳句をうち打樹（うちた）てることではなく、実に俳句の古典と競ひ立たうとする精神」（『行人裡』序）を掲げる。もっとも、運動に身を投じて『馬酔木』を離れた高屋窓秋や石橋辰之助、また西東三鬼など、新興俳人たちとの交友はむしろ積極的に保ち続けた。1942年から翌年にかけては『鶴』において「俳句の韻文精神徹底」を説くとともに、切れ字を用いた古典の格と技法を重視。この時期の成果が句集『風切』（1943年）である。波郷自身は特に、上掲「初蝶や」の句のように上五を「や」で切り、中七以下を一気に詠み下す形式を好んで用いており、長谷川櫂は波郷のこの形式を「超絶形式」と呼んでいる。
「雁や」は1943年の応召に際して詠まれた句。戦後1946年の『鶴』復刊号では「俳句は生活の裡に満目季節をのぞみ、蕭々又朗々たる打坐即刻のうた也」の宣言が掲げられ、波郷俳句のキャッチフレーズとなった。以後、焦土詠の『雨覆』（1948年）を経て、従軍中より発症した病の中での生活が題材の中心となる。特に『惜命』（1950年）収録の句群は病涯詠の絶唱とされている。『春嵐』（1957年）、『酒中花』（1968年）以後は、入退院を繰り返す生活を静かに見つめる句を作った。
『惜命』中の「霜の墓」の句は、波郷が病室でベッドから抱き起こされたとき、窓から霜の中の墓が見えたときの情景を詠んだ句であるが、森澄雄がこれを「墓」が抱き起こされたところを見た句だと解釈したことがある（『寒雷』1948年12月号。のちに澄雄自身が訂正）。これについて山本健吉は、上五の「霜の墓」の後に小休止があるはずであり、「今の若い作家たち」はこれを無視して一本調子に読み下してしまう傾向があるのではないかと述べた。長谷川櫂は、（健吉のように）波郷の当時の病室を知っているのでなければ澄雄のような誤読は起こりうるとしつつ、この句においては「霜の墓」に波郷自身に重ねあわされており、そのことが誤読を招きかねないような句形を敢えて取らせたのではないかとしている。

## 著作一覧

### 句集
- 『石田波郷句集』沙羅書店、1935年
- 『鶴の眼』沙羅書店、1939年  同文庫版、邑書林〈邑書林句集文庫〉、1996年
- 『行人裡』三省堂、1940年
- 『大足』甲鳥書房、1941年
- 『風切』一条書房、1943年
- 『病鴈』壺俳句会、1946年
- 『風切 再刻版』臼井書房、1947年
- 『風切以後』山王書房、1947年
- 『雨覆』七洋社、1948年
- 『胸形変』松尾書房、1949年
- 『惜命』作品社、1950年
- 『臥像』新甲鳥、1954年
- 『定稿惜命』琅玕洞、1955年
- 『春嵐』琅玕洞、1957年
- 『酒中花』東京美術、1968年
- 『酒中花以後』東京美術、1970年

単独句集はここに記した通りだが、再刊本や重複する作品の多い句集を除くと、『鶴の眼』『風切』『病鴈』『雨覆』『惜命』『春嵐』『酒中花』『酒中花以後』の8冊に作品のほとんどが含まれる。

### 随筆
- 『清瀬村』四季社、1952年　同文庫版 角川書店〈角川文庫〉、1956年
- 『俳句哀歓 作句と鑑賞』宝文館、1957年 / 宝文館出版、1991年
- 『江東歳時記』東京美術、1966年
- 『江東歳時記・清瀬村（抄）-石田波郷随想集』講談社〈講談社文芸文庫〉、2000年

### 選集
- 『波郷百句』現代俳句社、1947年
- 『現代俳句大系第一巻 石田波郷集』現代俳句社、1949年
- 『石田波郷句集』角川文庫、1952年
- 『自註石田波郷集 上』青山書店、1954年[16]
- 『現代俳句文学全集 石田波郷集』角川書店、1957年
- 『波郷自選句集』新潮文庫、1957年
- 『石田波郷集』村沢夏風註、俳人協会〈脚注名句シリーズ〉、1984年
- 『初蝶』石田勝彦編、ふらんす堂〈ふらんす堂文庫〉、2001年
- 『波郷句自解－無用のことながら』梁塵社〈梁塵文庫〉、2003年[17]

### 全句集・全集
- 『定本石田波郷全句集』創元社、1954年
- 『定本石田波郷全句集』集英社、1967年
- 『石田波郷全集』（全9巻別巻1）角川書店、1970年-1972年
- 『石田波郷全集』（全10巻別巻1）富士見書房、1987年-1988年
- 『季題別石田波郷全句集』角川学芸出版、2009年

## 作詞
- 東京都清瀬市立清瀬中学校校歌
  - この校歌は、1957年、同中学校創立10周年を記念して作られたもので、当時、清瀬の国立東京療養所（現国立病院機構東京病院）に入院していた波郷に白羽の矢が立ち、作詞を行った[18]。

## 関連文献
- 石田修大『わが父波郷』白水社、2000年 / 白水Uブックス、2009年
- 石田修大『波郷の肖像』白水社、2001年
- 石田修大『我生きてこの句を成せり 石田波郷とその時代』本阿弥書店、2011年
- 坂口昌弘著『毎日が辞世の句』東京四季出版
- 楠本憲吉『石田波郷-新訂俳句シリーズ人と作品17』桜楓社、1980年
- 高野公彦他編『石田波郷 人と作品』（えひめ発百年の俳句-郷土俳人シリーズ）愛媛新聞社、2004年
- 辻井喬『命あまさず 小説石田波郷』角川春樹事務所、2000年 / 同・ハルキ文庫、2005年
- 外川飼虎『わが波郷の周辺』草韻新社、1987年
- 外川飼虎『俳諧左眄-葦の髄から』梁塵社、2003年
- 「俳句」編集部編『石田波郷読本』角川学芸出版、2004年
- 村山古郷『石田波郷伝』角川書店、1973年
- 村山古郷 波郷さんのベレー帽』富士見書房、1987年
- 村山古郷・清水基吉編『石田波郷-人とその作品』永田書房、1980年